# Тургенев (поезд)
Тургенев — скорый фирменный пассажирский поезд № 033В/034Ч (Москва — Орёл — Москва) в общем обороте с 029Я/030П (Москва — Симферополь — Москва). Существовал с 26 мая 2006 года по 1 ноября 2014 года.

## История
5 июля 1967 года фирменный поезд №604 «Орёл» совершил свой первый рейс в столицу. Вёл состав почетный железнодорожник Евгений Карнаев.
В целях экономии времени и избежания простоя 26 мая 2006 года поезд «Тургенев» изменил направление, номер и отправился из Москвы в Симферополь. За день до этого, 25 мая 2006 года, четыре состава, в которых было 83 вагона, прошли аттестацию. Комиссия ОАО «РЖД» и «Украинська зализныця» признала их отвечающими требованиям к обслуживанию пассажиров в фирменных поездах.
После аннексии Крыма Российской Федерацией, ухудшения российско-украинских отношений и последовавшего за этим прекращения прямого железнодорожного сообщения России с Крымом, по решению ОАО ФПК в соответствии «с оптимизацией и снижением пассажиропотока» фирменный поезд «Тургенев» 1 ноября 2014 года из Москвы в Орёл отправился в последний раз.
В 2014 году Орловский областной Совет народных депутатов обращался к президенту ОАО «РЖД» с предложением восстановить движение фирменного поезда «Тургенев» по маршруту Москва — Орёл — Москва, но их просьба не была удовлетворена.
15 января 2015 года поезд переименован в «Москва — Орёл — Курск» (все вагоны перекрашены в корпоративные цвета РЖД), курсирует по маршруту «Москва — Орёл — Курск» вместо поезда «Соловей».
С 1 октября 2018 года получил основную нумерацию 141В/142М, курсирует по маршруту и расписанию отмененного поезда «Сейм», а часть вагонов курсируют по маршруту 097М/098М «Орёл — Курск»	через Змиевку, Глазуновку, Малоархангельск, Поныри, Золотухино, Свободу.